# 曾维
曾维（1956年12月—），辽宁省西丰县人。男，汉族。1974年8月参加工作，1977年3月加入中国共产党。在职研究生学历。中共十六大、十七大、十八大代表，第十八届中央候补委员。曾任中共辽宁省委专职副书记。

## 簡歷
自1974年8月参加工作以来，曾维履职地点从未离开辽宁省。曾任辽宁师范大学团委书记兼学生工作处副处长、团委书记兼思想政研室副主任，大连市委宣传部科教处处长、文艺处处长，大连团市委副书记兼青教办主任、团市委书记，辽宁省瓦房店市委书记，大连市政府副秘书长、大连市文化局局长、党委书记，辽宁省文化厅副厅长、党组副书记，辽宁省文化厅厅长、党组书记，辽宁省政府副秘书长、办公厅主任。2002年3月，任中共盘锦市委书记。2004年3月，任中共辽宁省委秘书长，并于同年7月升任中共辽宁省委常委，同时兼任省委办公厅主任，省直机关工委书记。2008年1月，改兼任中共沈阳市委书记。2015年7月，升任中共辽宁省委副书记。2016年8月，卸任中共沈阳市委书记。2016年12月，任辽宁省人大常委会党组书记，不再担任中共辽宁省委常委、副书记。2017年1月，当选辽宁省人大常委会副主任。2018年1月，不再担任省人大常委会副主任。